# Herb województwa białostockiego

Herb województwa białostockiego
"Tarcza dwudzielna - w prawym polu czerwonym orzeł biały, bez korony, w lewym polu również czerwonym Pogoń Litewska zwyczajna: mąż zbrojny w szyszaku, na biały koniu, do biegu niby zapędzonym, siodło na koniu i czaprak czerwony, aż do kpyt końskich rozwlekły, z trojaką złotą frendzlą, w prawej rence miecz goły wyniesiony w górę, jakby do cięcia trzyma, w lewej zaś - czyli raczej na barku jego. tarcza z dwoma krzyżami złotymi w jeden spojonymi."